# لاستروپ (مینه‌سوتا)
لاستروپ، مینه‌سوتا (به انگلیسی: Lastrup, Minnesota) یک شهر در ایالات متحده آمریکا است که در شهرستان موریسون، مینه‌سوتا واقع شده‌است.

## خصوصیات
لاستروپ ۱٫۱۷ کیلومترمربع مساحت و ۱۰۴ نفر جمعیت دارد و ۳۷۸ متر بالاتر از سطح دریا واقع شده‌است.